# 8,8-cm-Flak 16
Die 8,8-cm-Flak 16 war eine Flugabwehrkanone des deutschen Heeres im Ersten Weltkrieg. Sie war auf einem vierrädrigen Geschützwagen montiert, der über Seitenstützen verfügte. Dadurch ergab sich der seinerzeit verwendete Name 8,8-cm-K-Zugflak L/45.

## Entwicklung
Die ersten deutschen Flugabwehrgeschütze waren die auf vierrädrige, hölzerne Wagen montierte Ballonkanonen von Krupp. Mit diesen Waffen begann im deutsch-französischen Krieg 1870/71 eine Entwicklung, die jedoch nach diesem Krieg erst einmal nicht weiterverfolgt wurde.
Ab 1906 beschäftigte man sich auf deutscher Seite wieder mit dem Thema der Ballonabwehr und testete verschiedene Waffenkonzepte. Neben Versuchen mit Waffen in den Kalibern 5 cm, 6,5 cm und 7,5 cm wurden auch einige Konzepte mit ausgeschossenen Artillerierohren im Kaliber 9 cm (Feldkanone C/73 und 73/91) entwickelt.
Die Summe dieser Erfahrungen führten 1914 zur 7,7-cm leichten Kraftwagen-Flak L/27 von Krupp und Rheinmetall und auch zur 8-cm-Kraftwagen-Zugflak L/45 von Krupp.

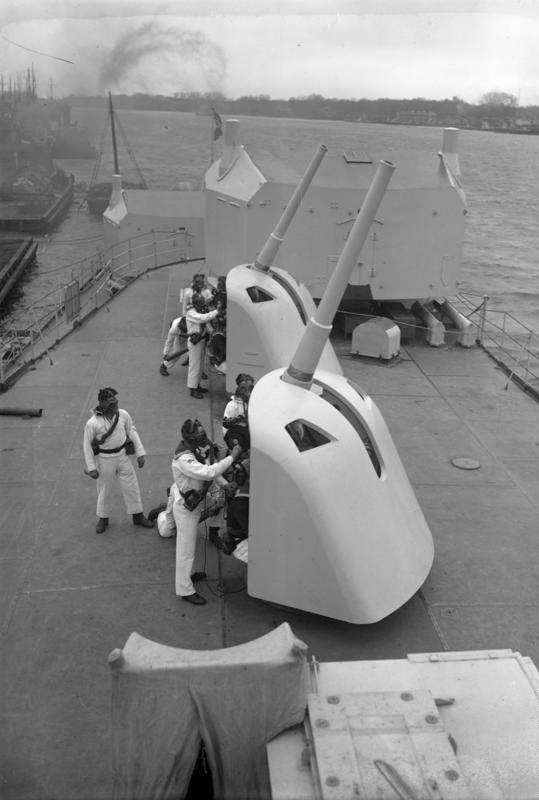
Die 8,8 cm SK L/45 der Marine in Fliegerabwehrlafette MPL C/13

Ausgehend von der 8,8-cm SK L/45 in MPL (Mittelpivotlafette) C/13 der Kaiserlichen Marine, welche ab 1914 auf den großen Schiffen und seit 1915 beim Marinekorps Flandern als ortsfeste Flak zum Einsatz kam und dort sehr gute Ergebnisse erzielt hatte, stellte das Kriegsministerium für die Firmen Krupp und Rheinmetall ein Anforderungsprofil für eine neue Waffe.
Sowohl Krupp als auch Rheinmetall konstruierten anhand dessen eine jeweilige Version der 8,8-cm-K-Zugflak L/45.
Das Folgemodell, die Ausführung 1917, erhielt einen verbesserten Richtmechanismus. An diesem wurde für das Modell 1918 nochmals eine Veränderung vorgenommen.

## Einsatz
Bereits Ende 1916 wurden die Geschütze dringend an der Front erwartet, da inzwischen die gegnerischen Flieger eine ernsthafte Bedrohung für die deutschen Verbände geworden waren.
Eine „schwere K-Flak-Batterie zu 2 Geschützen“ umfasste 1918 drei Offiziere, 50 Unteroffiziere und Mannschaften, an Material zwei Zugmaschinen (üblicherweise Krupp-Daimler KD1) mit angehängtem Geschütz, 1 PKW, 1 Armeelastzug, 1 mittlerer LKW, 1 Fahrrad, als Bewaffnung weiterhin 2 MG.
Ein ortsfester 8,8-cm-Flakzug umfasste 2 Offiziere, 35 Unteroffiziere und Mannschaften, ferner 2 Flakgeschütze. Fahrzeuge besaß er nicht.
Die Zielfolge (das Richten) der Waffe wurde durch zwei Mann vorgenommen.
Nach dem Kriegsende waren durch den Friedensvertrag von Versailles für das deutsche Heer jegliche Flak-Geschütze verboten. Es besteht jedoch, wie bei anderen Geschützen nachgewiesen, die Möglichkeit, dass die Reichswehr, einzelne dieser Geschütze heimlich gelagert hatte.
Die Bezeichnung 8,8-cm-Flak 16 entspricht in jedem Fall dem Benennungsschema der Reichswehr.

## Bilder

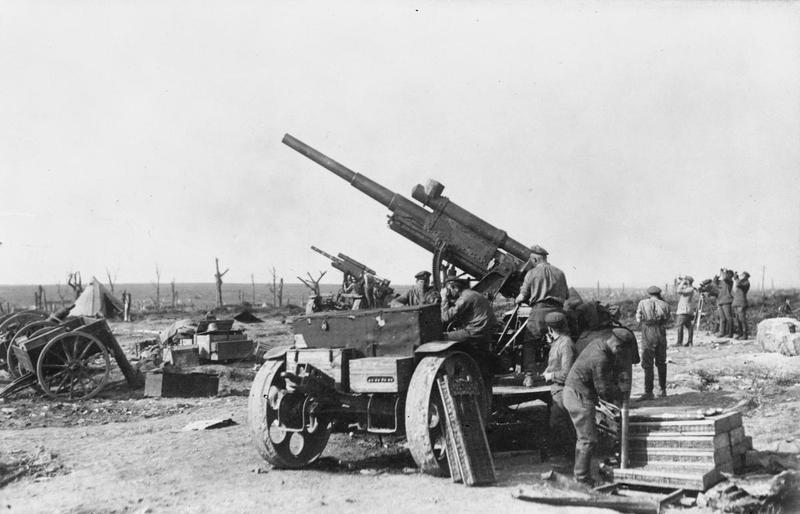
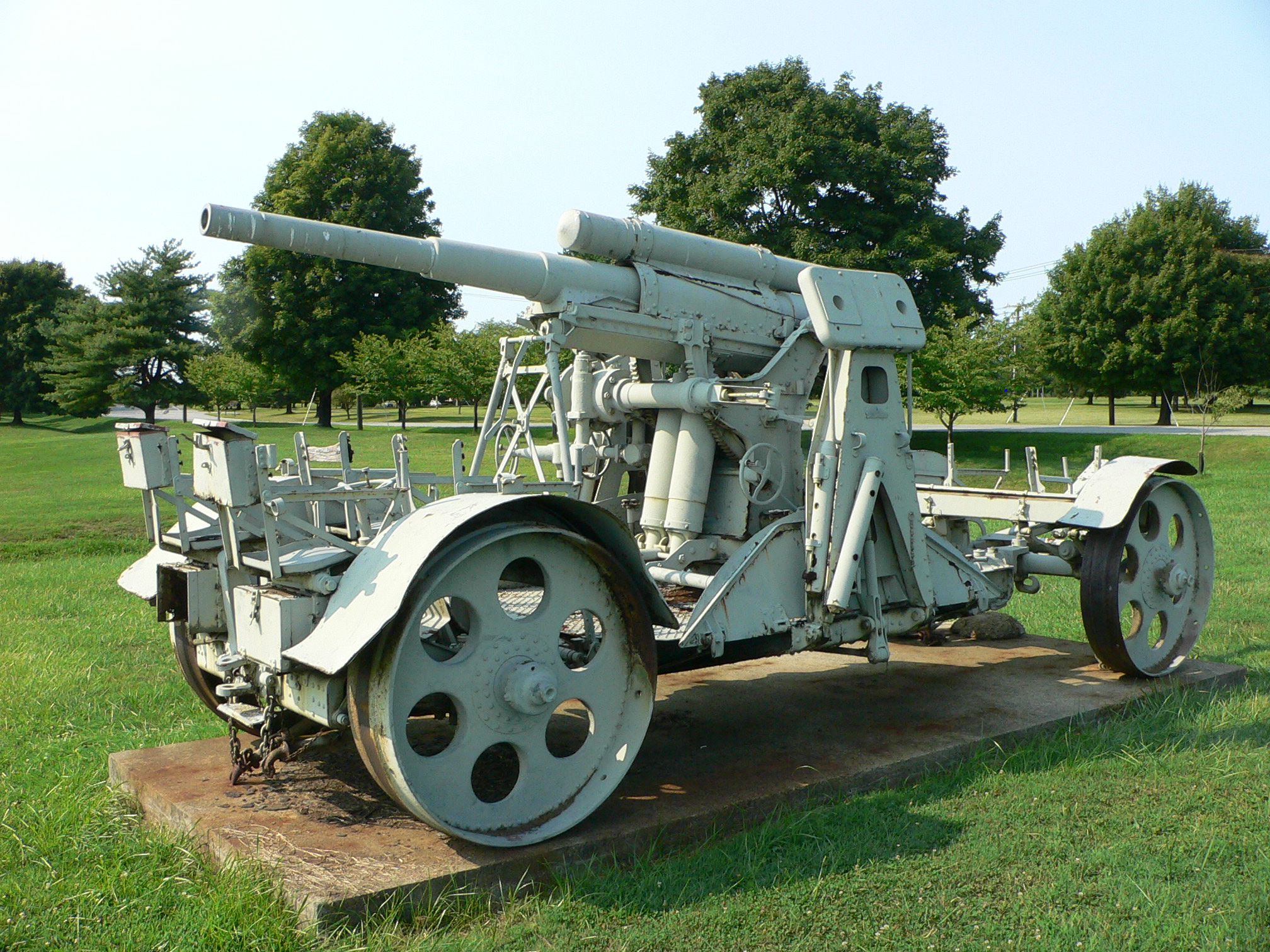
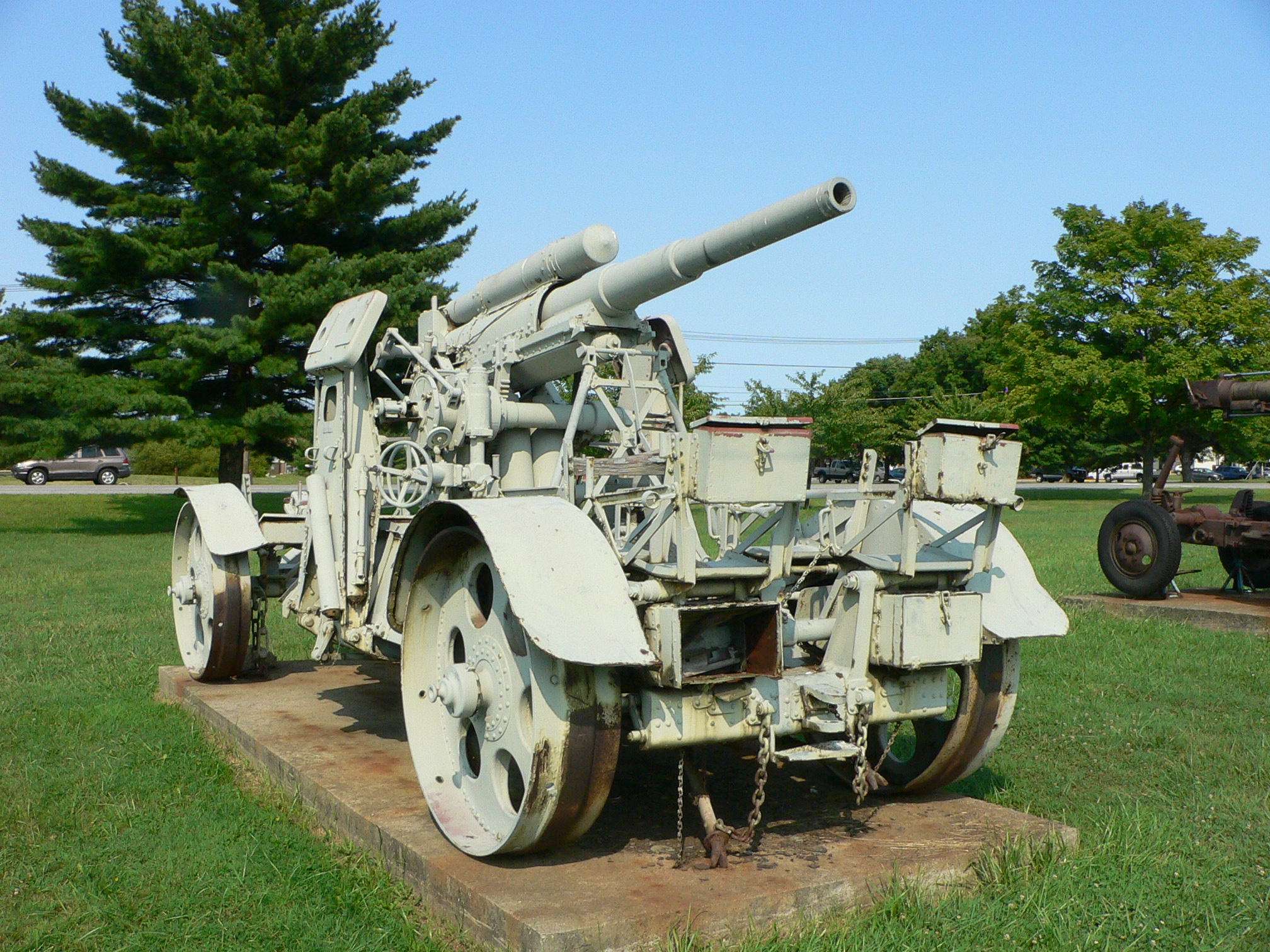